# Sedeči akt na divanu
Sedeči akt na divanu (Lepa Rimljanka) je olje na platnu italijanskega slikarja Amedea Modiglianija, na katerem je upodobljena deloma pokrita ženska, ki sedi s prekrižanimi nogami, ozadje pa je tople rdeče barve. Delo pripada seriji aktov, ki jih je Modigliani naslikal leta 1917 in so v Parizu povzročili pravo senzacijo ter zgražanje dela javnosti. 2. novembra 2010 so sliko na dražbi v New Yorku prodali za 68,9 milijonov ameriških dolarjev, kar je za Modiglianijeva dela rekordna cena.
Ducati aktov, ki jih je Modigliani naslikal med letoma 1916 in 1919, so med njegovimi najbolj znanimi deli. Hkrati abstrahirani in erotično podrobni izražajo formalno gracioznost italijanske renesanse in objektivizirajo spolno privlačnost upodobljenih. Gre za zgled Modiglianijevega položaja med tradicijo in modernizmom. Serijo je pri Modiglianiju naročil trgovec z umetninami in prijatelj Leopold Zborowski, ki je umetniku posodil svoje stanovanje, priskrbel modele in materiale za slikanje in mu za vsak dan dela plačal od petnajst do dvajset frankov.